# Richfield (Minnesota)
Richfield – miasto w Stanach Zjednoczonych, w stanie Minnesota, w hrabstwie Hennepin.